# 地獄 (中華文化)

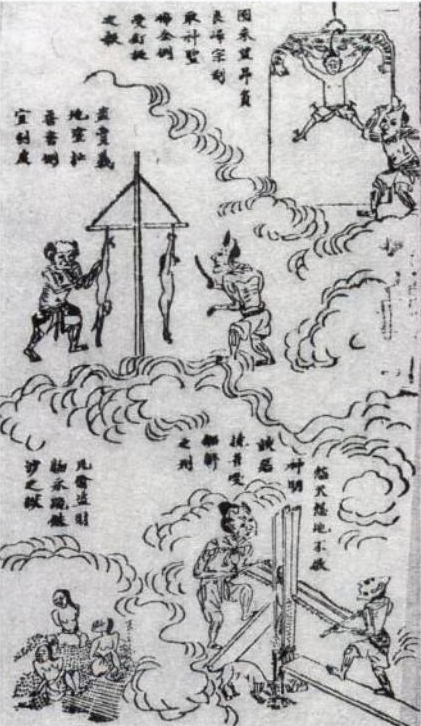
《玉歷寶鈔》中描绘的地狱

地獄，是中華文化傳統神話與宗教中行惡者死後進入的極苦世界，有一部分來自佛教地獄的概念。
地獄通常被描述為一個多隔間或多層的地下空間，行惡者死後的靈魂會被帶到那裡，以懲罰他們在世時所犯下的罪行。在佛教和道教的釋義中，地獄的層數及其主管神靈有所不同；而且不同的經典也有不同的描述，因而極為多樣化。每層所處理的罪行和處罰方式有所不同；但均為殘酷的折磨，直到他們再度“死亡”，之後又恢復原狀，以便再次遭受酷刑。

## 概念
在中國宗教信仰中，相對於人世間，有鬼神所居的「幽冥」、「天界」、「仙境」一說。幽冥，又稱陰間、陰司、黃泉、幽都，主管人間生死壽夭，對生前善惡賞罰，為陰曹地府之所在。其構造體系，源自古代中國掌管刑獄的司法官僚系統。
幽冥（古時凡非陽世即幽冥，甚至包括天神與山精水魅的居住地）的概念大於地府（陰間中亡魂居住的地方），地府的概念大於地獄（地府中犯罪亡魂被拷打的地方）。一般人死後，先到各縣、州、府、都城隍處接受初審，再逐步移送地府。根據《太平經》，人在世間，「為善亦神自知之，惡亦神自知之」，行善之人，則其在陰曹的命簿「無惡之辭」，「天見善，使神隨之，移其命籍，著長壽之曹」，不僅能長壽，而且還能讓子孫得福，上善之人則能成神；行惡之人，死時則入惡曹地府判罪受罰，而以後還有改過自新的機會。
佛教從印度傳入中國後，道教受其影響又發展出了十八層地獄的概念。
大概從漢代張道陵時，有三官大帝之說，分別為天官大帝、地官大帝、水官大帝，分別管理天、地、水，而地官大帝統轄五嶽名山與地府一切事宜，而又有泰山神東嶽大帝為冥界主宰，因泰山是天子封禪所在，上通天庭，下通地府，故普通人死後亡魂會歸於泰山之下，後來又認為酆都為冥界入口，則酆都之神酆都大帝也被奉為是冥界主宰，但兩者職能、屬性、部屬及管轄範圍幾乎一模一樣，民間常常視為同一神，然而在道教有說法認為兩神皆共掌陰間，酆都大帝輔佐東嶽大帝執掌地府，類似現今的司法院正副院長。十殿閻君則為兩大帝之部下。
中國人認為地府大部分眾生是安居樂業的，故相信這樣的經濟社會一定需要貨幣，中國人仿效了人間的黃金與白銀，創造了地府的貨幣：冥紙，以焚化的方式傳遞給祖先，以資冥福。佛教傳入後，民間受到佛教思想影響，認為陰間除了一般亡魂居住的地方，還有罪惡深重亡魂受刑罰的牢獄：是為「地獄」，一般人認為地獄是六道輪迴中最劣最苦的，民間的「重獄」便是指「十八層地獄」。而十八層地獄分別由十殿閻君（閻羅王）掌管，地獄中最令亡靈痛苦的，是第十八層的無間地獄（即阿鼻地獄）。
另有人相信，地獄眾生受盡各種苦刑的煎熬，但通過冥幣能夠買通地獄中的鬼卒，而免於較重的刑罰，已故親屬的家人往往會在春節、中元節、重陽節、清明掃墓節等節日，焚燒冥紙給「陰間」的親屬。
在佛教中，面燃鬼王（觀音菩薩化現，道教則說是太乙救苦天尊所化身）就是地獄一切亡靈的領導者，為亡靈分衣施食，並隨之於中元節升上陽世，監督眾鬼。另外曾發誓「地獄不空，誓不成佛」的地藏王菩薩是拯救地獄眾生的救主，由於佛法傳播甚廣，無論是東嶽大帝、酆都大帝、十殿閻君、面燃鬼王等都被民眾認為是地藏王菩薩的護持者。民間還傳說，曾經進入地獄拯救母親的目連尊者，捨身於外道暗殺後，輔佐地藏王菩薩，立志普救枉死城眾生。

## 歷史
地獄思想隨著佛經的傳譯，由印度傳入了中國。如，支婁迦讖所譯《道行般若經》中有泥犁品一詞，康巨譯有《問地獄事經》，以及早期失譯經《十八泥犁經》、《罪業應報教化地獄經》等著作。自此至唐宋時期，源自印度教、佛教的地獄以及輪迴、業報等思想，便逐漸被漢族民間接受，並為道教所吸收。
至於閻羅王。被認為是地獄的主管，掌管陰曹地府。大約在南北朝期間由印度傳入中國。由於閻羅王的信仰與中國本土宗教道教的信仰系統相互影響，演變出具有漢化色彩的閻羅王觀念：十殿閻羅王。
另外，道教還傳有驅邪考召的儀式，用以「拘捕为害鬼神精邪，并加刑询拷问，逼其招供」，並且在考召过程完成之後，依鬼律行法，对鬼魅处置或押赴地狱。對一般的亡者，則有為其「解冤赦罪」的煉度儀式，引導亡靈昇往仙界。佛教用来处理鬼魂的方式，則主要为念誦佛經、超薦拔濟、施食餓鬼，以助其超脫輪迴，或轉生善趣。

## 十殿閻羅王
中國民間信仰，受到中國佛教與道教的影響，有十殿閻羅王之說。此說源於唐代，相傳玉皇大帝冊封閻羅王，由閻羅王統領地獄，閻羅王更分為十殿，十殿各有其主和名號，稱地府十王，又稱十殿閻羅王，而十殿閻羅王及其一切部眾受到酆都大帝與東嶽大帝的管轄，負責管理地獄，還有許多的陰間事務則交由酆都六宮、陰司七十五司與四嶽大帝負責，眾神奉佛教中的地藏王菩薩為幽冥教主，並聽命於旗下。
十殿閻羅王各有其主、誕辰和專職，簡述如下：
- 第一殿：秦廣王蔣（傳說是：東漢的蔣子文），二月初一日誕辰（一說為二月初二日），專司人間壽夭生死，統管吉凶。
- 第二殿：楚江王歷，三月初一日誕辰，專司等活大地獄。
- 第三殿：宋帝王余，二月初八日誕辰，專司黑繩大地獄。
- 第四殿：五官王呂（伍官王），二月十八日誕辰，專司眾合大地獄。
- 第五殿：閻羅王包（傳說是：北宋的包拯），正月初八日誕辰，專司叫喚大地獄。
- 第六殿：卞城王畢，三月初八日誕辰，專司大叫喚大地獄。
- 第七殿：泰山王董（傳說是：後漢的董極），三月二十七日誕辰，專司焦熱大地獄。
- 第八殿：都市王黃（傳說是：五代的黃思樂），四月初一日誕辰，專司大焦熱大地獄。
- 第九殿：平等王陸，四月初八日誕辰，專司鐵網阿鼻地獄與枉死城。
- 第十殿：轉輪王薛，四月十七日誕辰，專司各殿解到鬼魂，區別善惡，核定等級，發往轉世。